# ЦСКА (волейбольный клуб, Москва)
Центральный спортивный клуб армии (ЦСКА) — советский и российский волейбольный клуб из Москвы, существовавший с 1946 по 2009 год; воссоздан в 2021 году. Самый титулованный клуб в истории советского волейбола.

## История
Основан в 1946 году на базе Военного института иностранных языков Красной Армии (ВИИЯКА).
За ЦСКА в разные годы выступали такие мастера волейбола, как Константин Рева, Владимир Саввин, Юрий Чесноков, Георгий Мондзолевский, Владимир Паткин, Леонид Зайко, Владимир Кондра, Александр Савин, Юрий Старунский, Олег Молибога, Юрий Сапега, Андрей Кузнецов, Дмитрий Фомин, Константин Ушаков, Ефим Чулак и другие. ЦСКА на протяжении долгого времени являлся базовым клубом сборной СССР.
В 1996 году ЦСКА в последний раз стал чемпионом России, а уже по итогам сезона 1999/2000 покинул Суперлигу. Отыграв пять лет в высшей лиге «А», ЦСКА сезон 2005/06 начал в третьем эшелоне отечественного волейбола — высшей лиге «Б», где занял 8-е место в зоне Европы. В 2007 году армейцы замкнули первую шестёрку команд, однако летом из-за финансовых проблем клуб едва не прекратил своё существование.
В двух следующих сезонах ЦСКА, который возглавил Дмитрий Фомин, вновь был заявлен на турнир высшей лиги «Б», но так и не смог выйти в финальный турнир команд зоны Европы и побороться за повышение в классе.
В конце июня 2009 года руководство армейцев приняло решение отказаться от участия в чемпионате России 2009/10, за год до расформирования мужской команды прекратила свою деятельность и женская команда.

### Новая эпоха
В 2021 году был воссоздан бизнесменом Романом Вячеславовичем Гусевым. Клуб базируется в г. Раменском. В сезоне-2021/22 участвовал в Высшей лиге А, и занял 7 место; в сезоне-2022/23 — 5 место. В сезоне 2023/24 — завоевал серебряные медали в Кубке России среди команд Высшей лиги А.

## Достижения клуба
- 33-кратный чемпион СССР: 1949, 1950, 1952-55, 1958, 1960—1962, 1965, 1966, 1970—1983, 1985—1991.
- 5-кратный победитель Кубка СССР: 1953, 1980, 1982, 1984, 1985.
- 3-кратный чемпион России: 1994—1996.
- Победитель Кубка России: 1994.
- 13-кратный победитель Кубка европейских чемпионов: 1960, 1962, 1973—1975, 1977, 1982, 1983, 1986—1989, 1991).
- 3-кратный победитель Суперкубка Европы: 1987, 1988, 1991.
- Финалист чемпионата мира среди клубов: 1989.